# 曹家渡

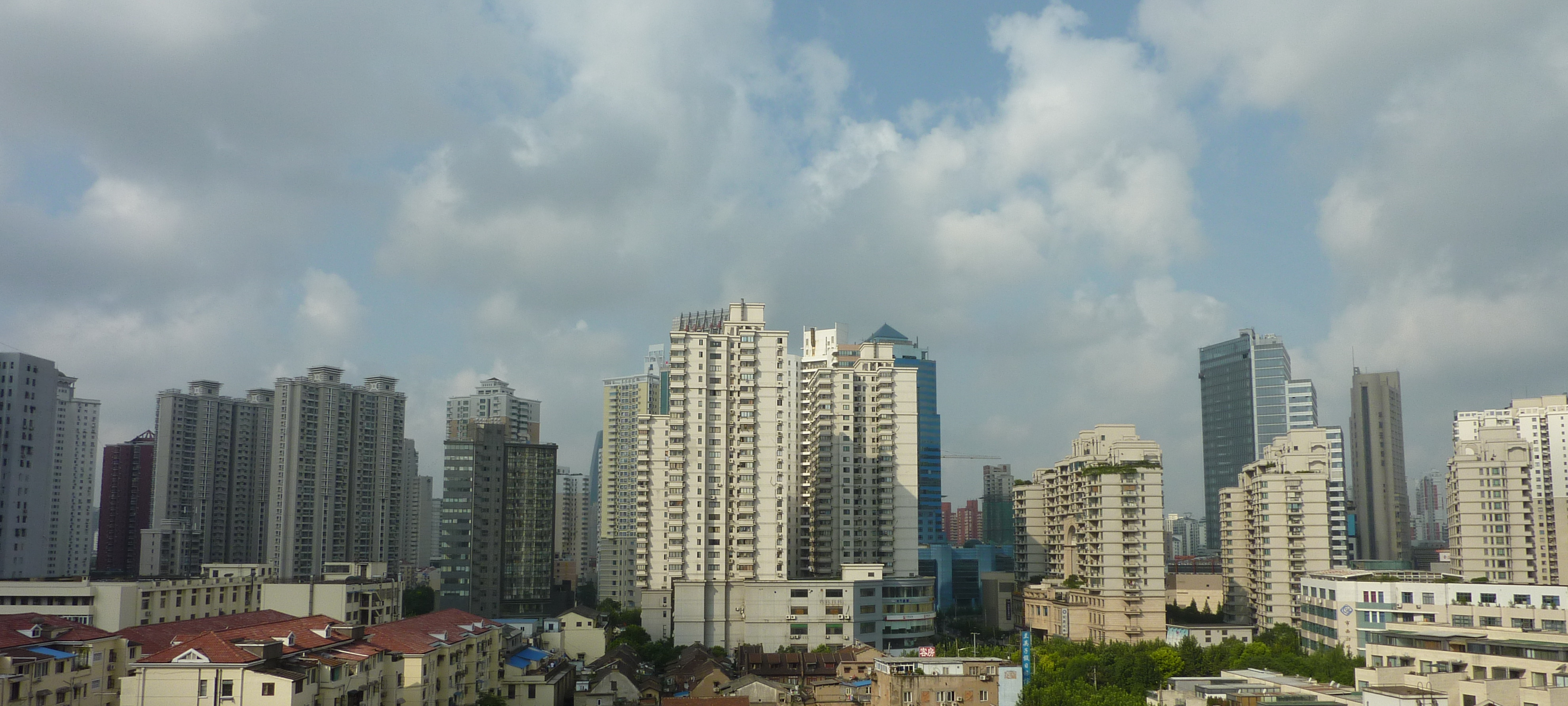
曹家渡

曹家渡是指上海市中心城区西北部静安区、普陀区、长宁区交界处，以长寿路、万航渡路、长宁路、万航渡后路形成的5叉路口为中心的一个区片名。静安区设有曹家渡街道，但显然无法包括普陀区和长宁区境内的部分。

## 历史
曹家渡最初是上海西郊的乡村地区，在明代形成一个名叫曹家宅的村落，举人曹守常家族居此（今长宁区曹家弄），曹家在万历年间在附近苏州河上设立渡口（今曹杨路桥附近）。
1862年（清同治元年），太平军攻打上海时，上海公共租界工部局向西越界修筑数条道路，其中自静安寺至梵皇渡的极司非而路（今万航渡路）在曹家渡附近分为两支：极司非而路（今万航渡路）和极司非而后路（今万航渡后路）。1901年，公共租界工部局又越界修筑了劳勃生路（长寿路）和白利南路（长宁路），形成一个5叉路口，俗称曹家渡五角场。由于水陆交通便利，曹家渡形成沪西主要的商业集镇，沿河设立码头、仓库、工厂，并迅速与市区融为一体。
曹家渡由于属于越界筑路地区，租界越界修筑的马路由租界巡捕管辖，两侧则成为租界与华界两不管地区。到抗日战争期间，曹家渡地区由租界与日军分割统治，汪精卫政府警察局无权过问，因而吸毒、赌博、嫖娼活动猖獗，流氓出没，凶杀、抢劫案件不断、被时人称为“沪西歹土”。
1990年代以后，曹家渡地区进行了大规模城市改造，工厂外迁，杂处于工厂厂房之间的简陋住宅被拆除重建为高层住宅群。曹家渡也被规划为市级商圈之一，开设有中百一店沪西商厦、开开商厦等。